# Dworek Grochowski
Dworek Grochowski, także pałacyk Wierzbickich – neorenesansowy budynek znajdujący się przy ulicy Grochowskiej 64 w dzielnicy Praga-Południe  w Warszawie.
Dworek znajduje się na skraju parku im. płk. Jana Szypowskiego „Leśnika”.

## Historia
Budynek został wzniesiony w latach 30. XIX wieku dla rodziny Osterloffów. Karol Osterloff w 1835 nabył część dóbr Grochów i zbudował tam browar, gorzelnię i wytwórnię wina szampańskiego. 
Po opuszczeniu Warszawy przez Rosjan w sierpniu 1915, w dworku uruchomiono polską szkołę, w której napisała swoje pierwsze wiersze Pola Gojawiczyńska. Od 1918 roku w pałacyku znajdował się sierociniec prowadzony przez metodystów. W 1924 roku obiekt zakupił Andrzej Wierzbicki, który w latach 1925–1927 wyremontował gruntownie budynek. Dworek został uszkodzony podczas II wojny światowej. Został odrestaurowany w 1956.
Obecnie w budynku mieści się Państwowa Szkoła Muzyczna I stopnia nr 3 im. Juliusza Zarębskiego.
Według legendy podczas bitwy grochowskiej w lutym 1831 dworek miał być kwaterą gen. Józefa Chłopickiego (w rzeczywistości budynek został wzniesiony po powstaniu listopadowym). Legendę utrwala w nazwie pobliska ulica Kwatery Głównej.

## Opis
Otoczony parkiem dwór posiada boniowaną pasowo kondygnację przyziemia. W trójprzęsłowym ryzalicie fasady znajdują się drzwi wejściowe oraz drzwi balkonowe na piętrze. Płyta balkonu wsparta na konsolach rozciąga się na całą szerokość ryzalitu. Barokowa balustrada balkonu została zamontowana wtórnie w 1935 i pochodzi prawdopodobnie z osiemnastowiecznej warszawskiej kamienicy. Kondygnacje rozdziela pseudoarkadkowy gzyms.
Całość wieńczy profilowany gzyms koronujący, ponad którym znajduje się czterospadowy ceramiczny dach. W ściany budynku wmurowane zostały kule armatnie znalezione na polu bitwy grochowskiej.

## W literaturze
- Legenda o tym, że w Dworku Grochowskim w lutym 1831 roku kwaterował gen. Józef Chłopicki stała się inspiracją dla Stanisława Wyspiańskiego do umieszczenia w jego wnętrzach akcji dramatu Warszawianka[5].

## Galeria

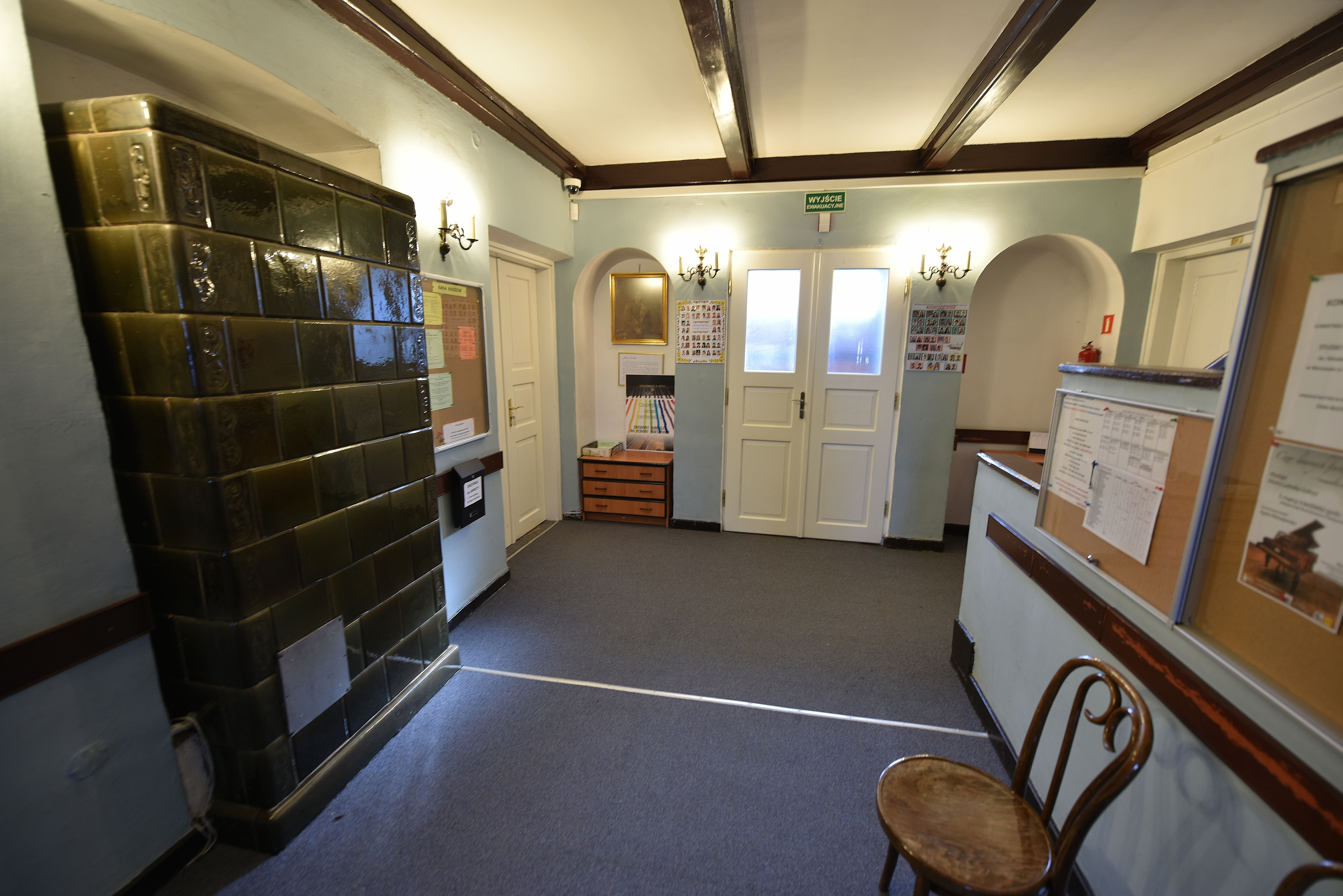
Korytarz na parterze
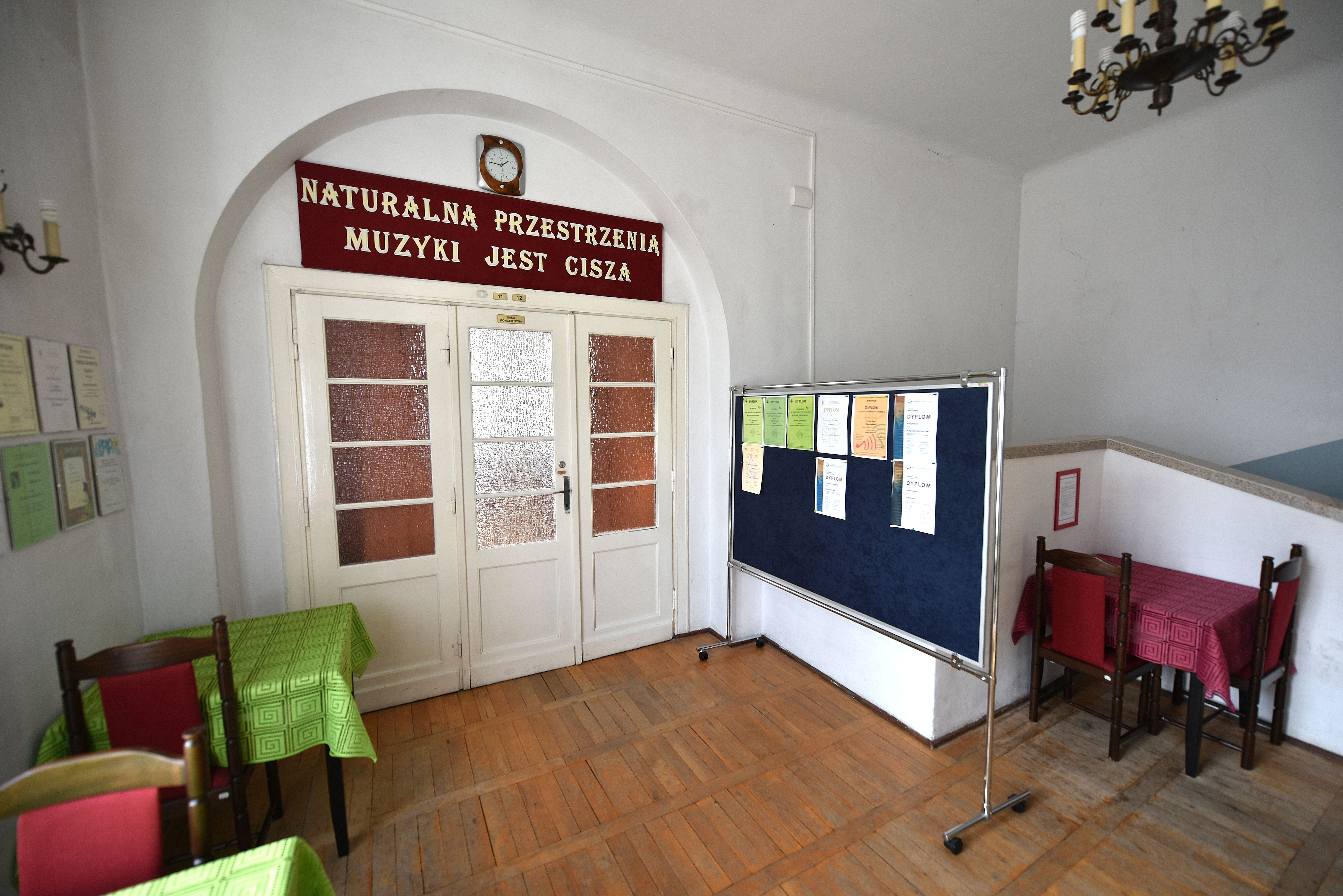
Wejście do sali koncertowej na pierwszym piętrze
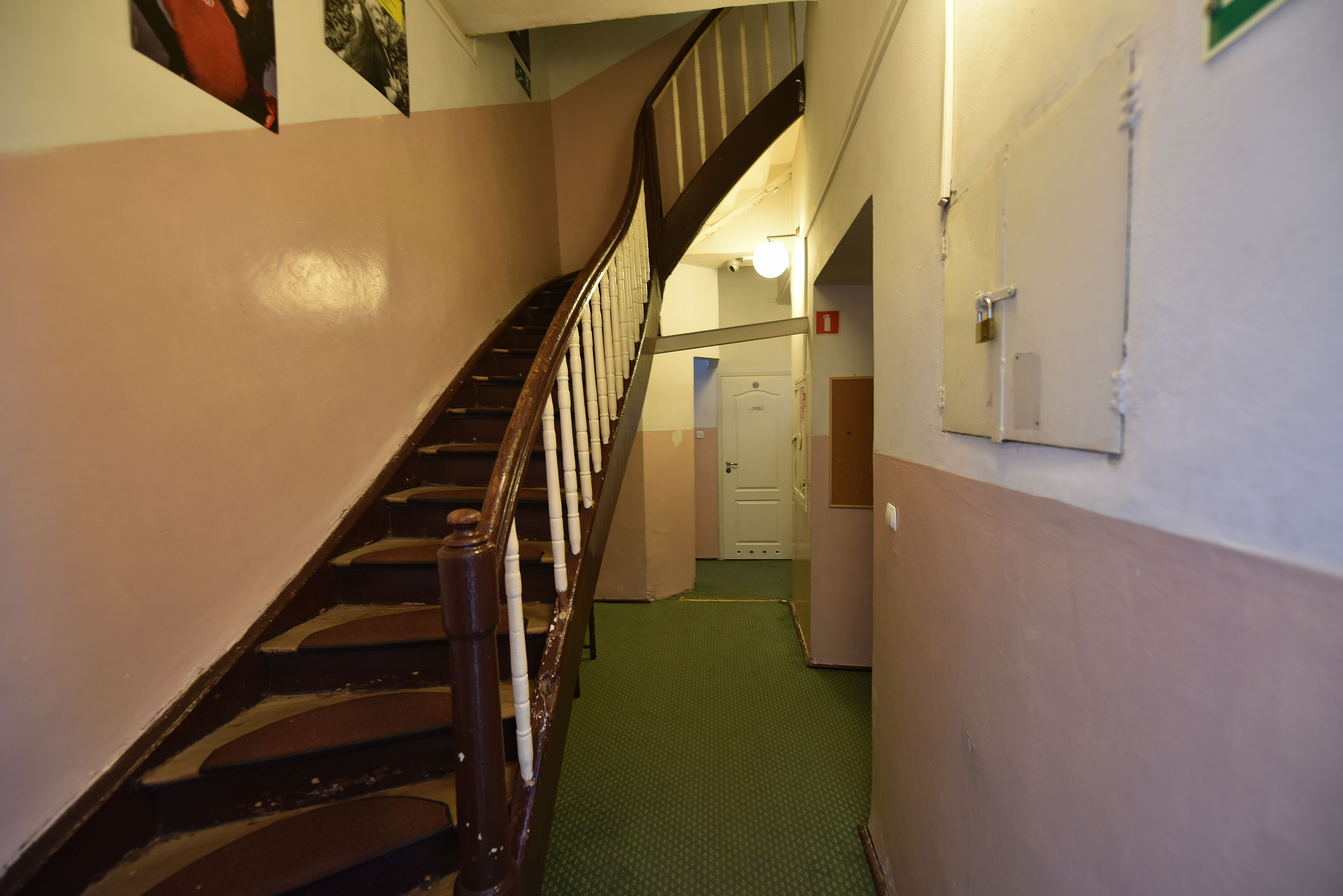
Pierwsze piętro i schody na poddasze
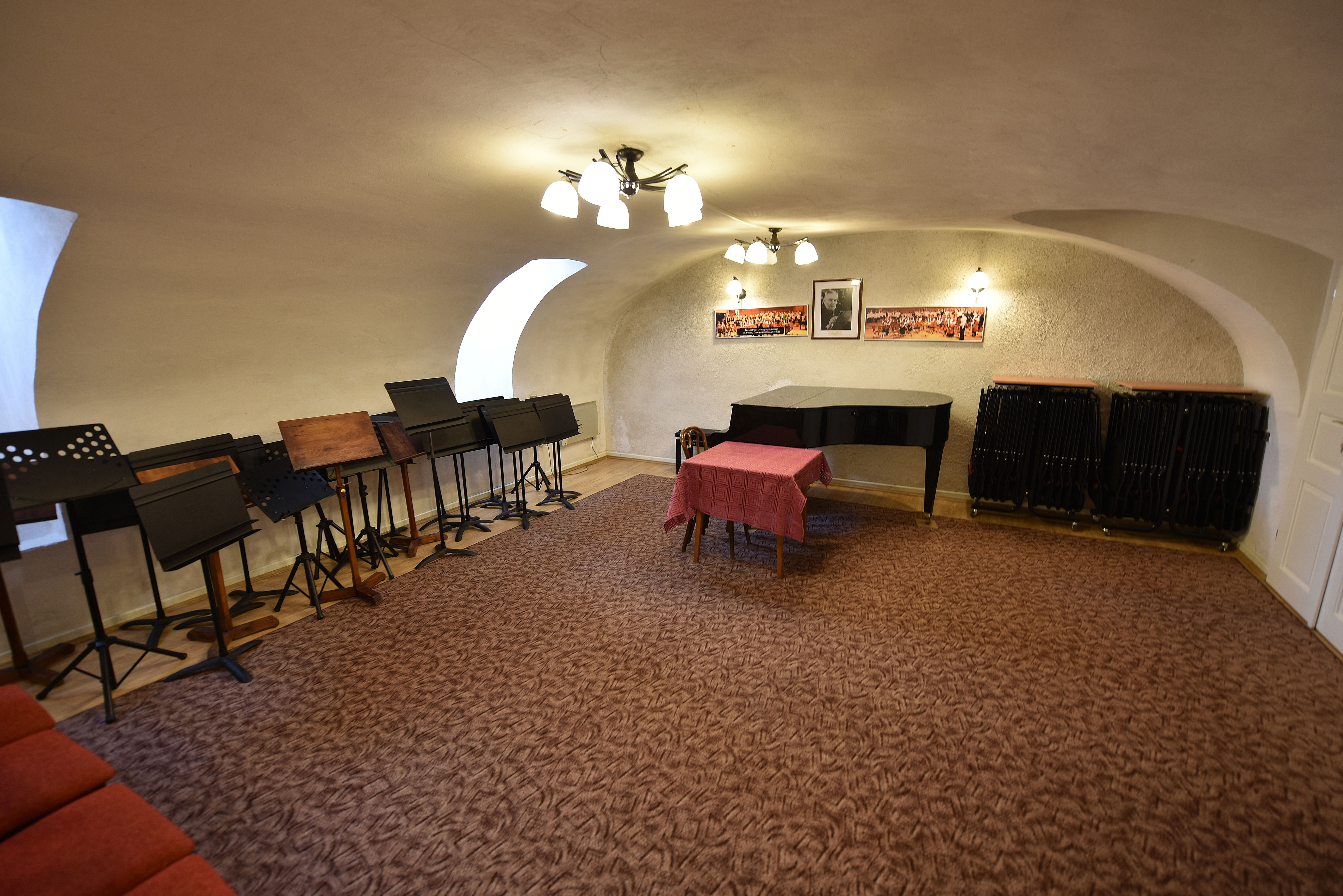
Sala do ćwiczeń w piwnicy